# Arrows A11
Arrows A11 (и его модификации) — гоночный  автомобиль команды Формулы-1 Arrows, построенный под руководством Росса Брауна для участия в гонках Чемпионата мира сезона 1989 года.

## История

Arrows A11B 1990 года

Лучшим результатом в истории A11 стало третье место Эдди Чивера на Гран-при США 1989, который проходил в его родном городе Финикс.
Модернизированная версия шасси, получившая индекс A11B, отличалась переработанной подвеской и использовалась гонщиками команды в сезоне 1990 года.

Footwork A11C 1991 года

В 1991 году владельцем команды стала японская транспортная кампания Footwork. Было заключено соглашение на поставку двигателей Porsche, которые устанавливались на модернизированное шасси, обозначавшееся Footwork A11C. Однако переделанные из двух двигателей V6, они были слишком тяжелы и маломощны и не могли сравниться с великолепными моторами Honda V12, установленными на McLaren MP4/6.

## Результаты в чемпионате мира Формулы-1
| Год  | Команда                           | Шасси           | Двигатель                   | Шины | N° | Пилоты    | 1    | 2    | 3    | 4    | 5    | 6    | 7    | 8    | 9    | 10  | 11   | 12   | 13   | 14   | 15   | 16   | Место | Очки |
| ---- | --------------------------------- | --------------- | --------------------------- | ---- | -- | --------- | ---- | ---- | ---- | ---- | ---- | ---- | ---- | ---- | ---- | --- | ---- | ---- | ---- | ---- | ---- | ---- | ----- | ---- |
| 1989 | Arrows Grand Prix International   | Arrows A11      | Ford Cosworth DFR 3,5 л, V8 | G    |    |           | БРА  | САН  | МОН  | МЕК  | США  | КАН  | ФРА  | ВЕЛ  | ГЕР  | ВЕН | БЕЛ  | ИТА  | ПОР  | ИСП  | ЯПО  | АВС  | 7     | 13   |
| 1989 | Arrows Grand Prix International   | Arrows A11      | Ford Cosworth DFR 3,5 л, V8 | G    | 9  | Уорик     | 5    | 5    | Сход | Сход | Сход | Сход |      | 9    | 6    | 10  | 6    | Сход | Сход | 9    | 6    | Сход | 7     | 13   |
| 1989 | Arrows Grand Prix International   | Arrows A11      | Ford Cosworth DFR 3,5 л, V8 | G    | 9  | Доннелли  |      |      |      |      |      |      | 12   |      |      |     |      |      |      |      |      |      | 7     | 13   |
| 1989 | Arrows Grand Prix International   | Arrows A11      | Ford Cosworth DFR 3,5 л, V8 | G    | 10 | Чивер     | Сход | 9    | 7    | 7    | 3    | Сход | 7    | НКВ  | 12   | 5   | Сход | НКВ  | Сход | Сход | 8    | Сход | 7     | 13   |
| 1990 | Footwork Arrows Racing            | Arrows A11/A11B | Ford Cosworth DFR 3,5 л, V8 | G    |    |           | США  | БРА  | САН  | МОН  | КАН  | МЕК  | ФРА  | ВЕЛ  | ГЕР  | ВЕН | БЕЛ  | ИТА  | ПОР  | ИСП  | ЯПО  | АВС  | 9     | 2    |
| 1990 | Footwork Arrows Racing            | Arrows A11/A11B | Ford Cosworth DFR 3,5 л, V8 | G    | 9  | Альборето | 10   | Сход | НКВ  | НКВ  | Сход | 17   | 10   | Сход | Сход | 12  | 13   | 12   | 9    | 10   | Сход | НКВ  | 9     | 2    |
| 1990 | Footwork Arrows Racing            | Arrows A11/A11B | Ford Cosworth DFR 3,5 л, V8 | G    | 10 | Шнайдер   | 12   |      |      |      |      |      |      |      |      |     |      |      |      | НКВ  |      |      | 9     | 2    |
| 1990 | Footwork Arrows Racing            | Arrows A11/A11B | Ford Cosworth DFR 3,5 л, V8 | G    | 10 | Каффи     |      | Сход | НКВ  | 5    | 8    | НКВ  | Сход | 7    | 9    | 9   | 10   | 9    | 13   |      | 9    | НКВ  | 9     | 2    |
| 1991 | Footwork Grand Prix International | Footwork A11C   | Porsche 3,5 л, V12          | G    |    |           | США  | БРА  | САН  | МОН  | КАН  | МЕК  | ФРА  | ВЕЛ  | ГЕР  | ВЕН | БЕЛ  | ИТА  | ПОР  | ИСП  | ЯПО  | АВС  | НКЛ   | 0    |
| 1991 | Footwork Grand Prix International | Footwork A11C   | Porsche 3,5 л, V12          | G    | 9  | Альборето | Сход | НКВ  | НКВ  |      |      |      |      |      |      |     |      |      |      |      |      |      | НКЛ   | 0    |
| 1991 | Footwork Grand Prix International | Footwork A11C   | Porsche 3,5 л, V12          | G    | 10 | Каффи     | НКВ  | НКВ  |      |      |      |      |      |      |      |     |      |      |      |      |      |      | НКЛ   | 0    |

| Легенда к таблице |                                                                    |
| --- | ------------------------------------------------------------------ |
| В таблице перечислены результаты всех Гран-при Формулы-1, в которых использовался автомобиль. Строками таблицы являются сезоны, столбцами — этапы чемпионата мира. В каждой клетке указаны сокращённое название этапа и результат, дополнительно обозначенный цветом. Расшифровка обозначений и цветов представлена в нижеследующей таблице. |                                                                    |
| \| Пример \| Описание \| \| ------------ \| ------------------------------------------------------------------ \| \| 1 \| Победитель \| \| 2 \| Второе место \| \| 3 \| Третье место \| \| 5 \| Финишировал, заработав очки \| \| Сход \| Не финишировал, но при этом заработал очки \| \| 12 \| Финишировал, не получив очков \| \| НКЛ \| Финишировал, но не попал в финальную классификацию \| \| 15 \| Участвовал вне зачёта, либо по отдельной классификации \| \| 18 \| Не финишировал, но попал в финальную классификацию \| \| Сход \| Не финишировал \| \| НКВ \| Не прошёл квалификацию \| \| НПКВ \| Не прошёл предквалификацию \| \| ДСК \| Дисквалифицирован \| \| ИСК \| Исключён из протокола соревнований \| \| ТТ \| Заявлен для участия только в тренировках \| \| НС \| Участвовал в квалификации, но не стартовал в гонке \| \| Т \| Травмирован или болен \| \| ОТК \| Отказ от участия \| \| НТР \| Прибыл на соревнования, но на трассу не выезжал \| \| НПР \| Был заявлен в числе участников, но не прибыл к началу соревнований \| \| О \| Соревнования отменены \| \| \| Не участвовал \| \| Поул-позиция \| \| \| Быстрый круг \| \| |                                                                    |
| Пример | Описание                                                           |
| 1 | Победитель                                                         |
| 2 | Второе место                                                       |
| 3 | Третье место                                                       |
| 5 | Финишировал, заработав очки                                        |
| Сход | Не финишировал, но при этом заработал очки                         |
| 12 | Финишировал, не получив очков                                      |
| НКЛ | Финишировал, но не попал в финальную классификацию                 |
| 15 | Участвовал вне зачёта, либо по отдельной классификации             |
| 18 | Не финишировал, но попал в финальную классификацию                 |
| Сход | Не финишировал                                                     |
| НКВ | Не прошёл квалификацию                                             |
| НПКВ | Не прошёл предквалификацию                                         |
| ДСК | Дисквалифицирован                                                  |
| ИСК | Исключён из протокола соревнований                                 |
| ТТ | Заявлен для участия только в тренировках                           |
| НС | Участвовал в квалификации, но не стартовал в гонке                 |
| Т | Травмирован или болен                                              |
| ОТК | Отказ от участия                                                   |
| НТР | Прибыл на соревнования, но на трассу не выезжал                    |
| НПР | Был заявлен в числе участников, но не прибыл к началу соревнований |
| О | Соревнования отменены                                              |
| | Не участвовал                                                      |
| Поул-позиция |                                                                    |
| Быстрый круг |                                                                    |